# Владимир Ангелов
Владимир Ангелов (роден на 3 май 1966 г.) е българо-американски хореограф, автор и главен директор на Dance ICONS, Inc. Живее във Вашингтон, САЩ.

## Ранен живот и кариера
Владимир Ангелов завършва Националното хореографско училище в София през 1986 г. Първо танцува за националната трупа за съвременен балет балет „Арабеск“ в София, докато учи философия в Софийския университет. В началото на 90-те години Ангелов емигрира първо в Австрия, а след това в САЩ. През 1996 г. Ангелов завършва магистърска степен по танци и хореография в Американския университет във Вашингтон при професор д-р Наима Превотс, където е пряко повлиян от много новаторски американски хореографи като Туила Тарп, Марк Морис, Рон Браун, Даян Макинтайър, Дъг Varone, Debbie Allen и много други.
Ангелов е щатен хореограф във Вашингтонската национална опера в Кенеди център във Вашингтон, столицата на САЩ, под артистичното ръководство на Пласидо Доминго. Той също така създава хореографски платна за различни музикали, театрални, филмови и телевизионни продукции. Той също така често е създавал хореографски миниатюри за City Dance Ensemble във Вашингтон, столицата на САЩ.
Ангелов създава оригинални балети за трупи като Arizona Ballet, Atlanta Ballet, CityDance Ensemble, Indianapolis Ballet, Richmond Ballet, San Francisco Ballet и The Washington Ballet в САЩ. В международен план той създава хореографии за Балет Алберта, Национален балет на Финландия, Национален балет на Мексико, Балет Манила, Токио Сити Балет, Мариински балет в Санкт Петербург и др. Един от честите му творчески сътрудници е Раста Томас, за когото Ангелов създава многократно солови и камерни творби.
Ангелов е редовен гост-лектор в Университета Джордж Вашингтон и Американския университет във Вашингтон и е преподавал в множество университети и семинари в танцови компании в Австрия, Бразилия, България, Китай, Финландия, Франция, Германия, Япония, Мексико и Русия.

## Танцови ИКОНИ
През 2015 г. Ангелов основава International Consortium for Advancement in Choreography, Inc, известен като Dance ICONS (International Choreographers' Organisation and Networking Services). Организацията е глобална асоциация на хореографи със седалище във Вашингтон, столицата на САЩ. От самото създаване на организацията той изпълнява функциите на генерален директор. Работата му включва ръководенето на Хореографски институт, който осигурява професионално развитие на нови хореографи и млади хореографи в началото на кариерата. Институтът е в партньорство с Atlas Performing Arts Center. В работата си за Dance ICONS, Inc., Ангелов е интервюирал и водил разговори с изтъкнати хореографи и артисти, като Уенди Уилън, Браян Брукс, Роналд К. Браун, Рени Харис и Анабел Лопес Очоа и др.

## Публикации
Между 1994 г. и 2008 г. Ангелов пише и публикува повече от 30 статии, статии, репортажи, рецензии на представления и философски есета за танца в няколко европейски танцови списания, включително Ballet Journal (Мюнхен, Германия), Ballet/Tanz (Берлин, Германия) и TanzAffiche (Виена, Австрия).

През 2023 г. Ангелов издава нова книга, която служи като академичен учебник и наръчник по хореографията и за това как се създава танц, наречена, YOU, THE CHOREOGRAPHER, Creating and Crafting Dance, издадена от Routledge/Taylor & Francis Group, Лондон и Ню Йорк. Книгата синтезира истории, теории, философии и творчески практики в различни жанрове на концертна и сценична, танцова и балетна хореография. Книгата е предназначена за хореографи на всеки етап от творческото развитие, както и за читатели, които се стремят да усъвършенстват своята артистична чувствителност и разбиране за танца.
„You, the Choreographer: Creating and Crafting Dance е книга, която да придружава теб, хореографа, в твоя творческия живот! Систематично организирана, това е книга за добрите дни, както и за трудните дни. Имай я под ръка, за да се потопиш в нея, когато твоето творческо вдъхновение не се синхронизира с репетиционния график на трупата. Книгата на Ангелов е енциклопедична като познания и незаменим наръчник за хореографи които са обсебени в страстта си за създаване на танц." (Маги Фойер, SeeingDance)

## Хореографски произведения
- Носталгия (април 1997); Раста Томас[2]
- Разгръщане (април 1999); Адриен Кантерна и Раста Томас[4]
- Bumblebee (1999); Раста Томас, Лошите момчета на балета[3]
- мъченик (2000); Раста Томас, Лошите момчета на балета[3]
- Бурен (2000); Балет на Сан Франциско[5]
- Последен хоризонт (2001); Мариински балет[6]
- Призма (януари 2001); CityDance[7]
- Джинари (септември 2001); CityDance[8]
- Suite Dreams (2001); Балет Алберта
- Дълбока повърхност (2001); CityDance[8]
- Подскачаща светлина (2002); Балет Ричмънд
- SuitCase (Септември 2022); CityDance[9]
- Interzone (септември 2003); Балет на Индианаполис[10]
- AXIOM (октомври 2003); CityDance[11][12]
- тинк танк (април 2004); Вашингтон балет[13]
- Торс (май 2005); Tokyo City Ballet[14]
- Проблеми в рая (2011) Национален балет на Мексико
- Рамка (ноември 2012 г.); Танцов етос[15]
- CacoPhony (2017); Държавна опера Стара Загора[16]